# Хоскирх
Хоскирх (нем. Hoßkirch, алем. нем. Hosskirch) — коммуна в Германии, в земле Баден-Вюртемберг.
Подчиняется административному округу Тюбинген. Входит в состав района Равенсбург. Подчиняется управлению Альтсхаузен. Население составляет 733 человека (на 31 декабря 2010 года). Занимает площадь 15,81 км².